# Prodidomus nigricaudus
Prodidomus nigricaudus är en spindelart som beskrevs av Simon 1893. Prodidomus nigricaudus ingår i släktet Prodidomus och familjen Prodidomidae.
Artens utbredningsområde är Venezuela. Inga underarter finns listade i Catalogue of Life.